# Romet Konsul

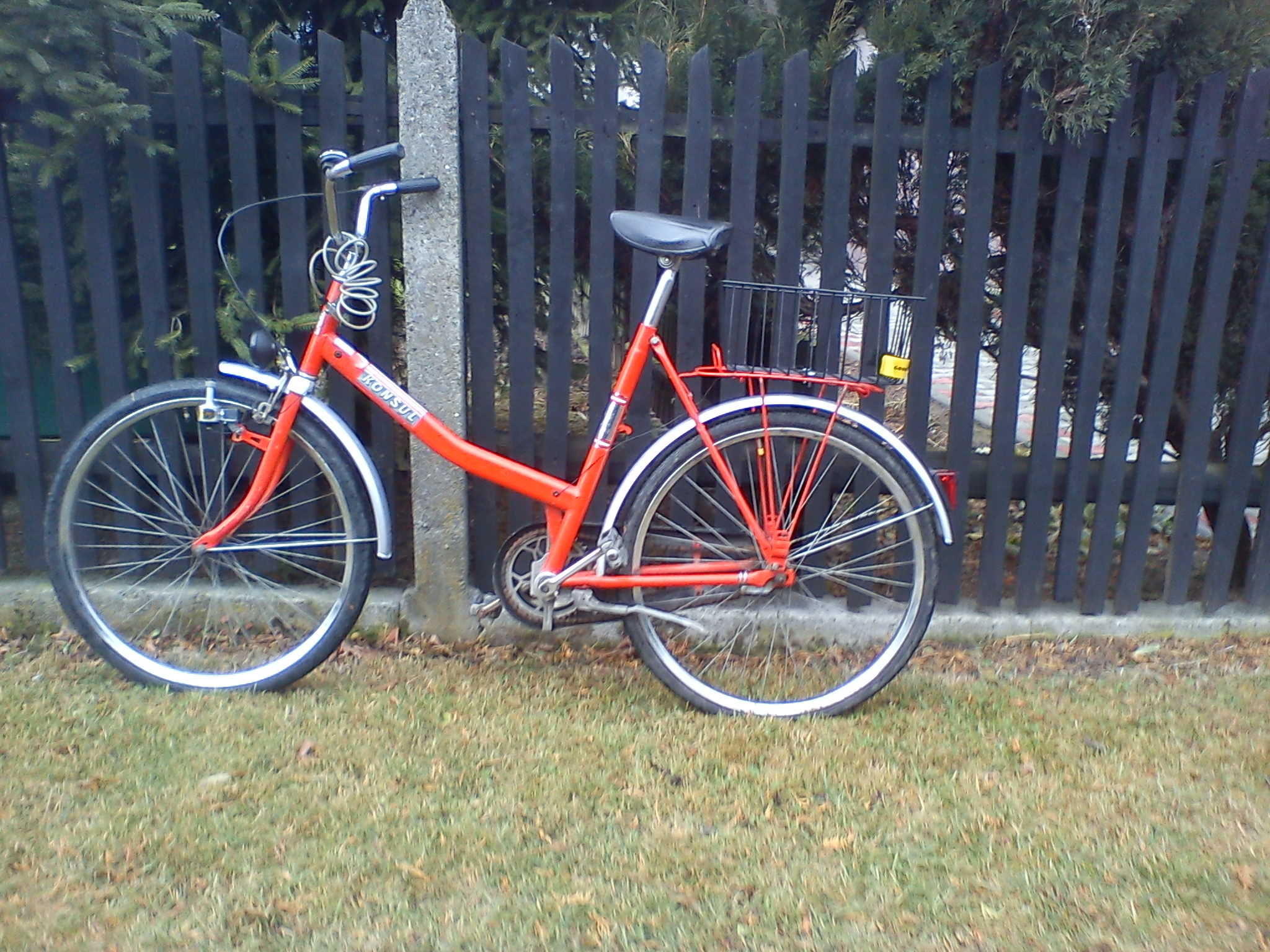
Romet Konsul

Romet Konsul – rower miejski na 26-calowych kołach produkowany w Polsce w latach 80. XX w. przez firmę Romet.

## Wyposażenie seryjne
- lampka przednia i tylna zasilana dynamem
- dzwonek
- błotniki aluminiowe
- przedni hamulec szczękowy
- podpórka, zwana także nóżką
- bagażnik ze sprężyną